# Edmond Lee Browning
Edmond Lee Browning (* 11. März 1929 in Corpus Christi, Texas; † 11. Juli 2016 in Hood River, Oregon) war von 1986 bis 1997 Presiding Bishop und Oberhaupt der Episcopal Church in the USA.

## Leben
Browning studierte zu Beginn der 1950er Jahre an der University of the South in Sewanee und schloss mit dem Bachelor of Arts (1952) und dem Bachelor of Divinity (1954) ab. 1953 heiratete er Alline Sparks. Zusammen hatten sie 5 Kinder. Am 2. Juli 1954 wurde er in der Episcopal Diocese of West Texas als Diakon und ein Jahr später im Mai 1955 zum Priester geweiht, wo er zunächst in seinem Geburtsort an der Kirche des Guten Hirten und später von 1956 bis 1959 an der Erlöserkirche in Eagle Pass tätig war.
1959 ging Browning nach Japan, wo er in zwei Kirchengemeinden tätig war, bis er am 5. Januar 1968 durch John Elbridge Hines sowie Francis C. Rowinski (PNCC) und Harry Kennedy geweiht zum ersten Missionarbischof von Okinawa wurde. (Damals wurde die Episcopal Diocese of Hawaii zum Bistum erhoben, aber die außerhawaiianischen Gebiete – Guam, Okinawa, Taiwan und Kwajalein – wurden davon abgetrennt und bildeten weiterhin einen Missionsbezirk.) 1971 zog er nach Europa um, wo er der erste hauptamtliche „Bishop-in-charge“ der Convocation of American Churches in Europe wurde. Er lebte zuerst in Nizza und dann in Wiesbaden, wo er Mitglied der Gemeinde St. Augustine war. 1974 kehrte er in die USA zurück und war zunächst in New York City in der Kirchenverwaltung der Episcopal Church für Weltmission zuständig, bis er zwei Jahre später als zweiter Bischof von Hawaii gewählt wurde.
1985 wurde er zum Presiding Bishop gewählt; er übernahm das Amt am 16. Januar 1986. Bei seiner Amtseinführung in der Washington National Cathedral nahm er in seiner Predigt Bezug auf die wachsende Spannung zwischen Liberalen und Konservativen innerhalb der Kirche: Man möge ihn nicht bitten „to honor one set of views and disregard the other. I may agree with one, but I will respect both ... the unity of this church will be maintained not because we agree on everything but because – hopefully – we will leave judgment to God.“
Als seine Amtszeit am 31. Dezember 1997 zu Ende war, wurde Frank Tracy Griswold III sein Nachfolger.